# Ronehamn
Ronehamn ist ein Ort (schwedisch småort) im Kirchspiel (schwedisch socken) Rone auf der schwedischen Insel Gotland.

## Geschichte
Der Ort liegt an der Ostküste 4,5 km südöstlich von der Kirche von Rone, 52 km südlich von Visby, 36 km südlich von Roma, 10 km südöstlich von Hemse, 22 km südwestlich von Ljugarn und 20 km nördlich von Burgsvik. Ronehamn besteht aus einem kleinen Ort, einem Landhandel und einer Fischerstelle (schwedisch fiskeläge) mit Bootshafen und Gasthafen.
In der Umgebung finden sich viele Kulturdenkmäler in Form von Steinhügelgräbern aus der Bronzezeit und sogenannten Sliprännor oder Slipskårestenar; das sind Steine, die aus früheren Zeiten eingeschliffene gerade Schlitze von mehreren Dezimetern Länge aufweisen. Einer der bekanntesten Steingrabhügel (schwedisch röse) ist Uggarde rojr, der drittgrößte bronzezeitliche Grabhügel in Skandinavien.
Direkt südlich des Hafens befindet sich eine Badestelle mit einem Zeltplatz. Weiter südlich liegt das Naturreservat Ålarve. Nördlich des Hafens liegt die Fischerstelle (schwedisch fiskeläge) Hus, typisch mit seinen Molen aus Stein und seinen kleinen Fischerhütten aus Stein und aus Holz, einige mit Flistak, einem für Teile Gotlands charakteristischen, mit unregelmäßigen Sandsteinplatten gedeckten Dach.
Ein beliebtes Ereignis ist der Ronehamnstage (schwedisch Ronehamnsdagen) gegen Ende Juli mit Lotterie, Tipspromenad, einem Spiel, bei dem man an verschiedenen Orten im Gelände befestigte Fragen beantworten muss, und einem vom Roten Kreuz organisierten Basar. Der Ronehamnscup im Fußball wird seit 2000 jeweils am zweiten Samstag im Juli durchgeführt.

## Siehe auch

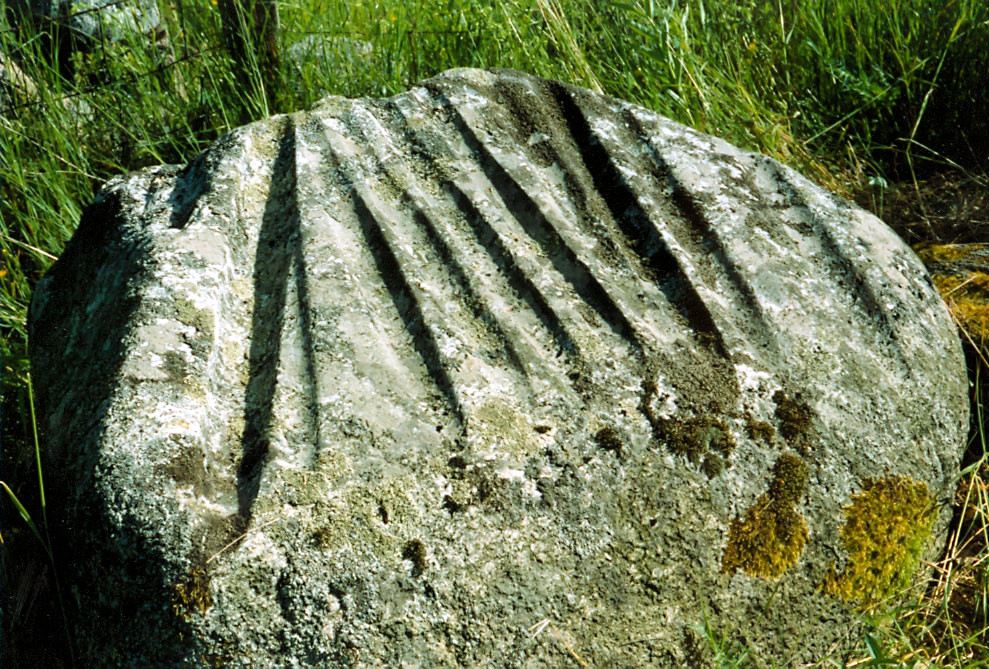
Wetzrillen oder Slipskåresten von Ronehamn
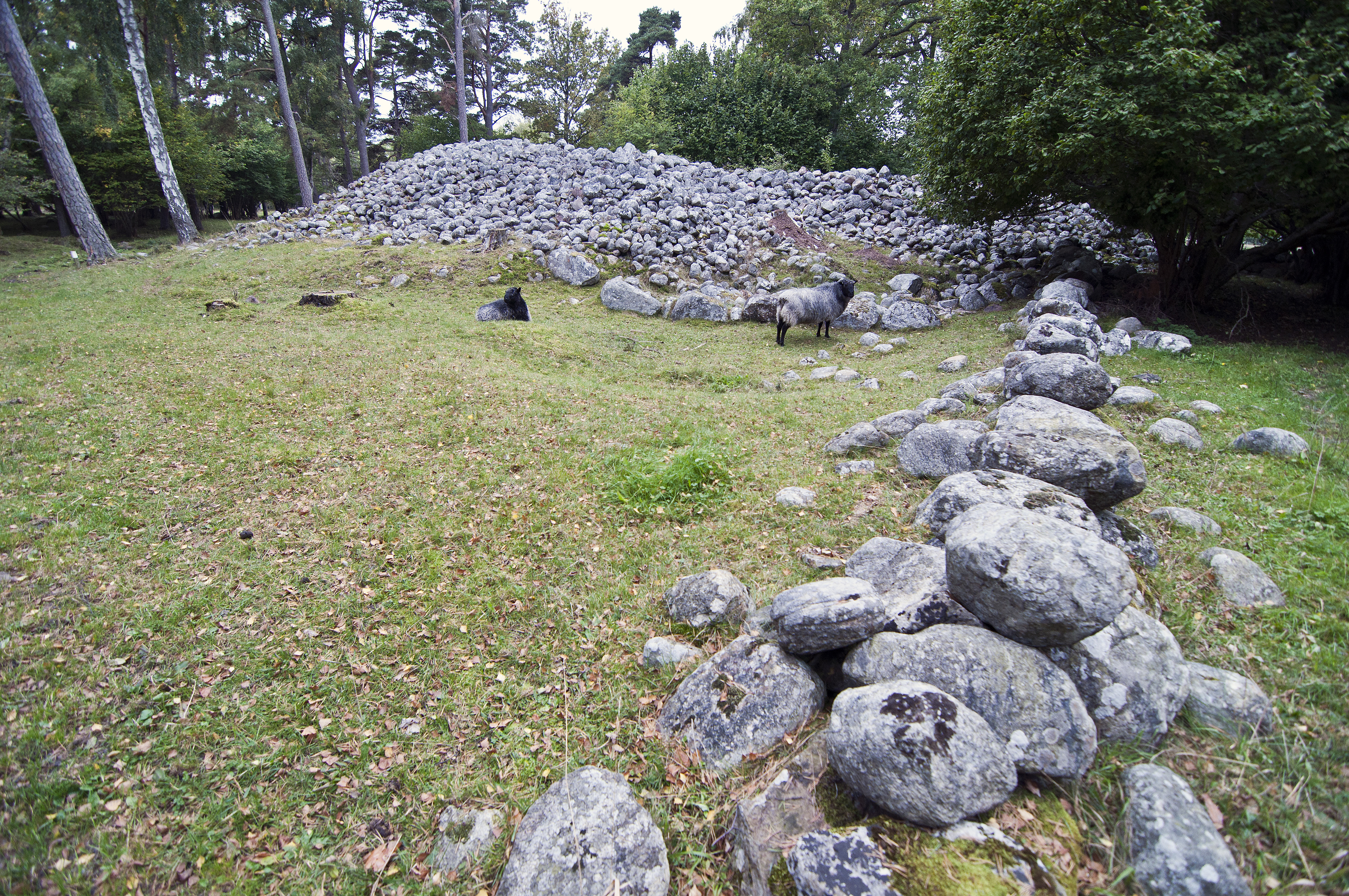
Lejsturojr Röse, etwa 1 km nördlich des Hafens